# National Register of Historic Places in North Dakota

Karte der Countys von North Dakota und Verteilung der NRHP-Einträge

Diese Tabelle enthält alle Listen, in denen die Einträge im National Register of Historic Places in den 53 Countys des US-amerikanischen Bundesstaates North Dakota aufgeführt sind:

## Anzahl der Objekte und Distrikte nach County
|       | \| \| County \| Liste der Einträge in das NRHP im County \| Anzahl \| \| ----- \| ------------- \| ---------------------------------------- \| ------ \| \| 1 \| Adams \| NRHP-Einträge im Adams County \| 3 \| \| 2 \| Barnes \| NRHP-Einträge im Barnes County \| 13 \| \| 3 \| Benson \| NRHP-Einträge im Benson County \| 7 \| \| 4 \| Billings \| NRHP-Einträge im Billings County \| 10 \| \| 5 \| Bottineau \| NRHP-Einträge im Bottineau County \| 4 \| \| 6 \| Bowman \| NRHP-Einträge im Bowman County \| 2 \| \| 7 \| Burke \| NRHP-Einträge im Burke County \| 3 \| \| 8 \| Burleigh \| NRHP-Einträge im Burleigh County \| 23 \| \| 9 \| Cass \| NRHP-Einträge im Cass County \| 34 \| \| 10 \| Cavalier \| NRHP-Einträge im Cavalier County \| 2 \| \| 11 \| Dickey \| NRHP-Einträge im Dickey County \| 7 \| \| 12 \| Divide \| NRHP-Einträge im Divide County \| 4 \| \| 13 \| Dunn \| NRHP-Einträge im Dunn County \| 3 \| \| 14 \| Eddy \| NRHP-Einträge im Eddy County \| 5 \| \| 15 \| Emmons \| NRHP-Einträge im Emmons County \| 18 \| \| 16 \| Foster \| NRHP-Einträge im Foster County \| 6 \| \| 17 \| Golden Valley \| NRHP-Einträge im Golden Valley County \| 2 \| \| 18 \| Grand Forks \| NRHP-Einträge im Grand Forks County \| 63 \| \| 19 \| Grant \| NRHP-Einträge im Grant County \| 4 \| \| 20 \| Griggs \| NRHP-Einträge im Griggs County \| 4 \| \| 21 \| Hettinger \| NRHP-Einträge im Hettinger County \| 5 \| \| 22 \| Kidder \| NRHP-Einträge im Kidder County \| 3 \| \| 23 \| LaMoure \| NRHP-Einträge im LaMoure County \| 3 \| \| 24 \| Logan \| NRHP-Einträge im Logan County \| 2 \| \| 25 \| McHenry \| NRHP-Einträge im McHenry County \| 12 \| \| 26 \| McIntosh \| NRHP-Einträge im McIntosh County \| 7 \| \| 27 \| McKenzie \| NRHP-Einträge im McKenzie County \| 3 \| \| 28 \| McLean \| NRHP-Einträge im McLean County \| 6 \| \| 29 \| Mercer \| NRHP-Einträge im Mercer County \| 8 \| \| 30 \| Morton \| NRHP-Einträge im Morton County \| 9 \| \| 31 \| Mountrail \| NRHP-Einträge im Mountrail County \| 3 \| \| 32 \| Nelson \| NRHP-Einträge im Nelson County \| 3 \| \| 33 \| Oliver \| NRHP-Einträge im Oliver County \| 1 \| \| 34 \| Pembina \| NRHP-Einträge im Pembina County \| 9 \| \| 35 \| Pierce \| NRHP-Einträge im Pierce County \| 7 \| \| 36 \| Ramsey \| NRHP-Einträge im Ramsey County \| 13 \| \| 37 \| Ransom \| NRHP-Einträge im Ransom County \| 9 \| \| 38 \| Renville \| NRHP-Einträge im Renville County \| 2 \| \| 39 \| Richland \| NRHP-Einträge im Richland County \| 12 \| \| 40 \| Rolette \| NRHP-Einträge im Rolette County \| 2 \| \| 41 \| Sargent \| NRHP-Einträge im Sargent County \| 1 \| \| 42 \| Sheridan \| NRHP-Einträge im Sheridan County \| 2 \| \| 43 \| Sioux \| NRHP-Einträge im Sioux County \| – \| \| 44 \| Slope \| NRHP-Einträge im Slope County \| 3 \| \| 45 \| Stark \| NRHP-Einträge im Stark County \| 6 \| \| 46 \| Steele \| NRHP-Einträge im Steele County \| 3 \| \| 47 \| Stutsman \| NRHP-Einträge im Stutsman County \| 11 \| \| 48 \| Towner \| NRHP-Einträge im Towner County \| 1 \| \| 49 \| Traill \| NRHP-Einträge im Traill County \| 22 \| \| 50 \| Walsh \| NRHP-Einträge im Walsh County \| 14 \| \| 51 \| Ward \| NRHP-Einträge im Ward County \| 15 \| \| 52 \| Wells \| NRHP-Einträge im Wells County \| 5 \| \| 53 \| Williams \| NRHP-Einträge im Williams County \| 7 \| \| Summe \| Summe \| Summe \| 426 1 \| |                                          |        |
|       | County | Liste der Einträge in das NRHP im County | Anzahl |
| 1     | Adams | NRHP-Einträge im Adams County            | 3      |
| 2     | Barnes | NRHP-Einträge im Barnes County           | 13     |
| 3     | Benson | NRHP-Einträge im Benson County           | 7      |
| 4     | Billings | NRHP-Einträge im Billings County         | 10     |
| 5     | Bottineau | NRHP-Einträge im Bottineau County        | 4      |
| 6     | Bowman | NRHP-Einträge im Bowman County           | 2      |
| 7     | Burke | NRHP-Einträge im Burke County            | 3      |
| 8     | Burleigh | NRHP-Einträge im Burleigh County         | 23     |
| 9     | Cass | NRHP-Einträge im Cass County             | 34     |
| 10    | Cavalier | NRHP-Einträge im Cavalier County         | 2      |
| 11    | Dickey | NRHP-Einträge im Dickey County           | 7      |
| 12    | Divide | NRHP-Einträge im Divide County           | 4      |
| 13    | Dunn | NRHP-Einträge im Dunn County             | 3      |
| 14    | Eddy | NRHP-Einträge im Eddy County             | 5      |
| 15    | Emmons | NRHP-Einträge im Emmons County           | 18     |
| 16    | Foster | NRHP-Einträge im Foster County           | 6      |
| 17    | Golden Valley | NRHP-Einträge im Golden Valley County    | 2      |
| 18    | Grand Forks | NRHP-Einträge im Grand Forks County      | 63     |
| 19    | Grant | NRHP-Einträge im Grant County            | 4      |
| 20    | Griggs | NRHP-Einträge im Griggs County           | 4      |
| 21    | Hettinger | NRHP-Einträge im Hettinger County        | 5      |
| 22    | Kidder | NRHP-Einträge im Kidder County           | 3      |
| 23    | LaMoure | NRHP-Einträge im LaMoure County          | 3      |
| 24    | Logan | NRHP-Einträge im Logan County            | 2      |
| 25    | McHenry | NRHP-Einträge im McHenry County          | 12     |
| 26    | McIntosh | NRHP-Einträge im McIntosh County         | 7      |
| 27    | McKenzie | NRHP-Einträge im McKenzie County         | 3      |
| 28    | McLean | NRHP-Einträge im McLean County           | 6      |
| 29    | Mercer | NRHP-Einträge im Mercer County           | 8      |
| 30    | Morton | NRHP-Einträge im Morton County           | 9      |
| 31    | Mountrail | NRHP-Einträge im Mountrail County        | 3      |
| 32    | Nelson | NRHP-Einträge im Nelson County           | 3      |
| 33    | Oliver | NRHP-Einträge im Oliver County           | 1      |
| 34    | Pembina | NRHP-Einträge im Pembina County          | 9      |
| 35    | Pierce | NRHP-Einträge im Pierce County           | 7      |
| 36    | Ramsey | NRHP-Einträge im Ramsey County           | 13     |
| 37    | Ransom | NRHP-Einträge im Ransom County           | 9      |
| 38    | Renville | NRHP-Einträge im Renville County         | 2      |
| 39    | Richland | NRHP-Einträge im Richland County         | 12     |
| 40    | Rolette | NRHP-Einträge im Rolette County          | 2      |
| 41    | Sargent | NRHP-Einträge im Sargent County          | 1      |
| 42    | Sheridan | NRHP-Einträge im Sheridan County         | 2      |
| 43    | Sioux | NRHP-Einträge im Sioux County            | –      |
| 44    | Slope | NRHP-Einträge im Slope County            | 3      |
| 45    | Stark | NRHP-Einträge im Stark County            | 6      |
| 46    | Steele | NRHP-Einträge im Steele County           | 3      |
| 47    | Stutsman | NRHP-Einträge im Stutsman County         | 11     |
| 48    | Towner | NRHP-Einträge im Towner County           | 1      |
| 49    | Traill | NRHP-Einträge im Traill County           | 22     |
| 50    | Walsh | NRHP-Einträge im Walsh County            | 14     |
| 51    | Ward | NRHP-Einträge im Ward County             | 15     |
| 52    | Wells | NRHP-Einträge im Wells County            | 5      |
| 53    | Williams | NRHP-Einträge im Williams County         | 7      |
| Summe | Summe | Summe                                    | 426 1  |